# NGC 4177
NGC 4177 је спирална галаксија у сазвежђу Гавран која се налази на NGC листи објеката дубоког неба.
Деклинација објекта је - 14° 0' 50" а ректасцензија 12h 12m 41,2s. Привидна величина (магнитуда) објекта NGC 4177 износи 12,5 а фотографска магнитуда 13,2. NGC 4177 је још познат и под ознакама MCG -2-31-21, IRAS 12101-1344, PGC 38937.